# Чемпионат СССР по боксу 1988
54-й чемпионат СССР по боксу проходил 22—31 января 1988 года в Ташкенте (Узбекская ССР).

## Медалисты
| Весовая категория                   | Золото                          | Серебро                        | Бронза                                                  |
| ----------------------------------- | ------------------------------- | ------------------------------ | ------------------------------------------------------- |
| Первый наилегчайший вес (до 48 кг)  | Александр Махмутов Электросталь | Ншан Мунчян Ереван             | Каримжан Абдрахманов Алма-Ата Сергей Юн Балаково        |
| Второй наилегчайший вес (до 51 кг)  | Альберт Пакеев РСФСР            | Анатолий Филиппов Чита         | Тигран Сетранян Ленинакан Тимофей Скрябин Кишинёв       |
| Легчайший вес (до 54 кг)            | Александр Артемьев Ленинград    | Сергей Уфимцев Челябинск       | Юрий Александров Невинномысск Альберт Казанджян Тбилиси |
| Полулёгкий вес (до 57 кг)           | Мехак Казарян Ленинакан         | Сергей Артемьев Ленинград      | Сергей Суходоев Павлодар Валентин Юнусов Алма-Ата       |
| Лёгкий вес (до 60 кг)               | Орзубек Назаров Кант            | Константин Цзю Серов           | Самсон Хачатрян Кировакан Гари Акопян Краснодар         |
| Первый полусредний вес (до 63,5 кг) | Вячеслав Яновский Витебск       | Эрик Хакимов Кустанай          | Игорь Ружников Темиртау Сергей Степанов Ленинград       |
| Второй полусредний вес (до 67 кг)   | Владимир Ерещенко Воронеж       | Сергей Караваев Муром          | Степан Шахбазян Ереван Владимир Бердыбеков Алма-Ата     |
| Первый средний вес (до 71 кг)       | Евгений Зайцев Джамбул          | Гаджи Темирболатов Москва      | Манвел Аветисян Ереван Александр Панин Пенза            |
| Второй средний вес (до 75 кг)       | Руслан Тарамов Грозный          | Сергей Бражников Белгород      | Ростислав Зауличный Львов Виктор Карпухин Москва        |
| Полутяжёлый вес я (до 81 кг)        | Дмитрий Елисеев Макеевка        | Нурмагомед Шанавазов Махачкала | Юрий Ваулин Юрмала Хаким Матчанов Ташкент               |
| Тяжёлый вес (до 91 кг)              | Виктор Акшонов Донецк           | Евгений Судаков Димитровград   | Александр Золкин Москва Усман Арсалиев Грозный          |
| Супертяжёлый вес (свыше 91 кг)      | Александр Мирошниченко Кустанай | Вячеслав Яковлев Ленинград     | Андрей Аулов Хабаровск Алексей Пряничников Свердловск   |